# Ґалензув (Поморське воєводство)
Ґалензув (пол. Gałęzów, нім. Gallensow) — село в Польщі, у гміні Дембниця-Кашубська Слупського повіту Поморського воєводства.
Населення — 230 осіб (2011).
У 1975-1998 роках село належало до Слупського воєводства.

## Демографія
Демографічна структура станом на 31 березня 2011 року:
|          | Загалом | Допрацездатний вік | Працездатний вік | Постпрацездатний вік |
| -------- | ------- | ------------------ | ---------------- | -------------------- |
| Чоловіки | 118     | 29                 | 80               | 9                    |
| Жінки    | 112     | 35                 | 59               | 18                   |
| Разом    | 230     | 64                 | 139              | 27                   |